# Mountain (condado de Oconto)
Mountain es un lugar designado por el censo ubicado en el condado de Oconto en el estado estadounidense de Wisconsin. En el Censo de 2010 tenía una población de 363 habitantes y una densidad poblacional de 20,92 personas por km².

## Geografía
Mountain se encuentra ubicado en las coordenadas 45°11′11″N 88°28′5″O / 45.18639, -88.46806. Según la Oficina del Censo de los Estados Unidos, Mountain tiene una superficie total de 17.35 km², de la cual 17.35 km² corresponden a tierra firme y (0%) 0 km² es agua.

## Demografía
Según el censo de 2010, había 363 personas residiendo en Mountain. La densidad de población era de 20,92 hab./km². De los 363 habitantes, Mountain estaba compuesto por el 95.87% blancos, el 0% eran afroamericanos, el 2.2% eran amerindios, el 0% eran asiáticos, el 0% eran isleños del Pacífico, el 0.28% eran de otras razas y el 1.65% pertenecían a dos o más razas. Del total de la población el 1.1% eran hispanos o latinos de cualquier raza.